# Distretto di Isumi
Il distretto di Isumi (夷隅郡, Isumi-gun?) è uno dei distretti della prefettura di Chiba, in Giappone.
Attualmente fanno parte del distretto i comuni di Onjuku e Ōtaki.